# (6941) Dalgarno
(6941) Dalgarno es un asteroide perteneciente al cinturón de asteroides descubierto el 16 de diciembre de 1976 por el equipo del Observatorio del Harvard College desde la Estación George R. Agassiz, Estados Unidos.

## Designación y nombre
Designado provisionalmente como 1976 YA. Fue nombrado en honor a Alexander Dalgarno (1928-2015), con motivo de su 70 cumpleaños. Reconocido por su investigación seminal sobre colisiones y procesos radiactivos que involucran átomos, moléculas, iones y electrones, Dalgarno lideró la exploración de fenómenos atómicos y moleculares que ocurren en el medio interestelar, atmósferas planetarias y cometarias, eyecciones de supernovas, el universo primitivo y la termosfera terrestre. Debido a su liderazgo intelectual, se estableció el Instituto de Física Atómica y Molecular Teórica en el Centro Harvard-Smithsonian de Astrofísica. Se desempeñó como director del Instituto durante cinco años y como director interino del Observatorio de Harvard College durante tres años.

## Características orbitales
Dalgarno está situado a una distancia media del Sol de 2,781 ua, pudiendo alejarse hasta 3,314 ua y acercarse hasta 2,248 ua. Su excentricidad es 0,192 y la inclinación orbital 15,422 grados. Emplea 1693,86 días en completar una órbita alrededor del Sol.

## Características físicas
La magnitud absoluta de Dalgarno es 12,66. Tiene 8,063 km de diámetro y su albedo se estima en 0,272. 